# Казафреда (Казерта)
Казафреда је насеље у Италији у округу Казерта, региону Кампанија.
Према процени из 2011. у насељу је живело 374 становника. Насеље се налази на надморској висини од 390 м.